# Chief Dan George
Chief Dan George (Vancouver, 24 luglio 1899 – Vancouver, 23 settembre 1981) è stato un attore canadese, candidato al Premio Oscar nel 1971 per l'interpretazione nel film Il piccolo grande uomo.

## Biografia

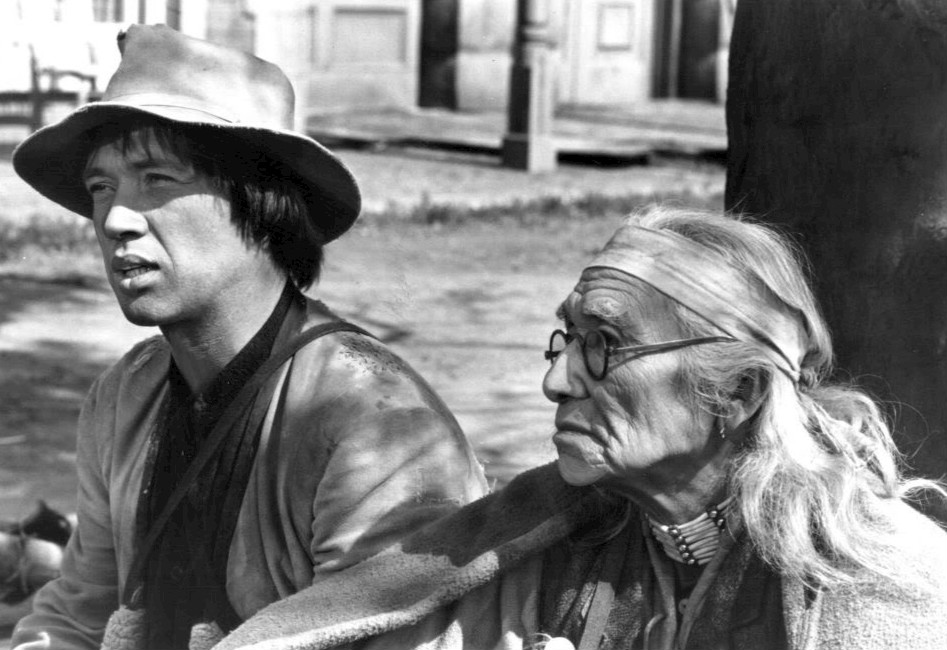
Chief Dan George (a destra) con David Carradine nella serie televisiva Kung Fu (1972)

Nasce a Vancouver (Columbia Britannica) col nome di Geswanouth Slahoot, quintogenito dei tredici figli dei coniugi Hereditary Chief e Annie. George appartiene ad una tribù di nativi americani residente da generazioni a Nord di Vancouver. All'età di cinque anni entra in una scuola privata dove, come stabilito dal governo canadese, dimentica in parte l'uso della sua lingua nativa a favore del più consueto inglese americano.
Durante la gioventù lavora come scaricatore di porto, muratore e guidatore di autobus finché, nel 1951, viene scelto come governatore della Tsleil-Waututh First Nation.

## Filmografia parziale

### Cinema
- Smith, un cowboy per gli indiani (Smith!), regia di Michael O'Herlihy (1969)
- Il piccolo grande uomo (Little Big Man), regia di Arthur Penn (1970)
- Prenotazione annullata (Cancel My Reservation), regia di Paul Bogart (1972)
- Io e gli orsi (The Bears and I), regia di Bernard McEveety (1974)
- Harry e Tonto (Harry and Tonto), regia di Paul Mazursky (1974)
- Il texano dagli occhi di ghiaccio (The Outlaw Josey Wales), regia di Clint Eastwood (1976)
- Niente di personale (Nothing Personal), regia di George Bloomfield (1980)

### Televisione
- Ai confini dell'Arizona (The High Chaparral) – serie TV, episodio 3x08 (1969)
- Bonanza – serie TV, episodio 13x14 (1971)
- L'allegra banda di Nick (The Beachcombers) – serie TV, 8 episodi (1972-1981)
- Kung Fu – serie TV, episodio 1x15 (1973)
- L'incredibile Hulk (The Incredible Hulk) – serie TV, episodio 2x20 (1979)
- Matt e Jenny (Matt and Jenny) – serie TV, un episodio (1980)

## Doppiatori italiani
- Giuseppe Fortis in Harry e Tonto, Il texano dagli occhi di ghiaccio
- Bruno Persa in Il piccolo grande uomo
- Sergio Graziani in Io e gli orsi (doppiaggio tardivo)

## Premi
- NYFCC Award - vinto (1970)[3]
- Laurel Awards - vinto (1971)
- Golden Globe - nomination (1971)[4]
- Premio Oscar - nomination (1971)[5] - Il piccolo grande uomo